# Inga Lærum Liebich
Inga Lærum Liebich, également connue sous le nom d' Inga Lærum Liebig est une compositrice, chef d'orchestre, chef de chœur et professeur de musique norvégienne née en 1864 à Christiania et morte le 15 septembre 1936 à Oslo. En 1917, elle participe à la fondation de l'association norvégienne des compositeurs (no).

## Biographie
Inga Lærum nait le 16 novembre 1864 à Christiania, fille du marchand Johan Lærum (1830-1906) et de l'Allemande Antonie Hansen (1839-1920). Son frère, Gustave Lærum, a sculpté la statue de Saint Olav devant la Norway House sur Cockspur Street à Londres.
Elle apprend à jouer du piano avec Erika Nissen et étudie la composition avec Christian Sinding. Elle étudie ensuite le piano et la théorie musicale avec Otto Winter-Hjelm. Elle étudie également à Rome, à Londres à la Royal Academy of Music et à Milan. 
À Londres, elle rencontre le pianiste et professeur de musique américain Rudolf Liebich, qu'elle épousera plus tard. 
Elle a fait ses débuts en tant que compositrice lors d'un festival de musique à Kristiania en 1887 où l'une de ses compositions est interprétée par l'orchestre du théâtre de Christiania (en). Elle joue ses propres compositions en concert pour la première fois le 11 octobre 1892.
Recommandée par Grieg et de Svendsen, elle se porte candidate à la bourse Schäffer pour la poursuite de ses études en instrumentation et en composition, mais ne l'obtient pas. 
Elle épouse Rudolf Liebich (également écrit Liebig) et quitte ensuite la Norvège pour s'installer à Burlington, aux États-Unis, où elle est chef de chœur et chef d'orchestre dans une l'église catholique pendant près de cinq ans. 
Elle s'installe ensuite à Berlin où ses œuvres sont jouées en concert. 
Elle revient à Christiania avant 1917, date à laquelle elle cofonde l'association norvégienne des compositeurs (no). De retour en Norvège elle devient professeur de chorale à l'église St Olav.
Elle meurt le 15 septembre 1936 à Oslo et est enterrée à Vestre gravlund (no). 

## Œuvres
Elle a principalement composé des chansons, de la musique pour piano et de la musique chorale. Elle a publié vingt-et-une chansons, quinze pièces pour piano et une romance pour violon et piano.